# Norman Kerry
Norman Kerry, nato Arnold Kaiser (Rochester, 16 giugno 1894 – Los Angeles, 12 gennaio 1956), è stato un attore statunitense, divo del cinema muto.

## Biografia
Di origine tedesca, nato Arnold Kaiser a Rochester nello stato di New York il 16 giugno 1894, cambiò il suo nome in Norman Kerry nel corso della prima guerra mondiale. Kerry iniziò a lavorare a New York come commesso per una famiglia dedita al commercio di pellicce ma, ritenendo di non aver attitudine per questo tipo di lavoro, lo lasciò e divenne un agente teatrale. Nel 1916 incontrò Rodolfo Valentino, di cui divenne amico e al quale consigliò di provare a cimentarsi nella giovane industria del cinema.
Kerry interpretò il suo primo ruolo nel film L'allegra favola di Black Burke (1916) di Allan Dwan, con Douglas Fairbanks, ma divenne popolare nel 1923 interpretando una parte nel film Il gobbo di Notre Dame. In seguito apparve in diversi film e al fianco delle principali attrici del momento, tra cui Lillian Gish in Annie Laurie la fanciulla scozzese (1927) e Joan Crawford. Sposatosi tre volte, con l'avvento del cinema sonoro Kerry non mantenne il successo sperato e, dalla metà degli anni ‘30, le sue apparizioni cinematografiche furono scarse.
Raggiunta la maturità, dimostrò la sua propensione all'avventura arruolandosi nella Legione straniera francese: spiegò alla moglie Helen Mary, che alla fine acconsentì alla sua decisione, che lo doveva ai francesi, della cui ospitalità aveva goduto, e che era stato insoddisfatto della superficialità della sua vita di attore; voleva avere "esperienze vere, non solo finzioni". Nella Legione, prestò servizio in Lussemburgo e Marocco, ma il suo periodo di servizio durò meno di un anno a causa della caduta della Francia nella Germania nazista. Nel gennaio 1941, Kerry tornò in California, quando la Francia fu invasa dall'esercito nazista di Hitler.
Norman Kerry morì a Los Angeles il 12 gennaio 1956, all'età di 61 anni, vittima d'una malattia del fegato.

## Filmografia
- Vanity, regia di John B. O'Brien (1916)
- L'allegra favola di Black Burke (Manhattan Madness), regia di Allan Dwan (1916)
- The Little American, regia di Cecil B. DeMille e Joseph Levering (1917)
- The Little Princess, regia di Marshall Neilan (1917)
- Amore d'artista (Amarilly of Clothes-Line Alley), regia di Marshall Neilan (1918)
- Up the Road with Sallie, regia di William Desmond Taylor (1918)
- Rose o' Paradise, regia di James Young (1918)
- Good Night, Paul, regia di Walter Edwards (1918)
- The Talk of the Town, regia di Allen Holubar (1918)
- Toton the Apache, regia di Frank Borzage (1919)
- Getting Mary Married, regia di Allan Dwan (1919)
- Virtuous Sinners, regia di Emmett J. Flynn (1919)
- The Dark Star, regia di Allan Dwan (1919)
- Soldiers of Fortune, regia di Allan Dwan (1919)
- Passion's Playground, regia di J.A. Barry (1920)
- A Splendid Hazard, regia di Arthur Rosson (1920)
- Buried Treasure, regia di George D. Baker (1921)
- Proxies, regia di George D. Baker (1921)
- The Wild Goose, regia di Albert Capellani (1921)
- Little Italy, regia di George Terwilliger (1921)
- Three Live Ghosts, regia di George Fitzmaurice (1922)
- Find the Woman, regia di Tom Terriss (1922)
- The Man from Home, regia di George Fitzmaurice (1922)
- Till We Meet Again, regia di William Christy Cabanne (1922)
- Brothers Under the Skin, regia di E. Mason Hopper (1922)
- Is Money Everything?, regia di Glen Lyons (1923)
- Donne viennesi (Merry-Go-Round), regia di Rupert Julian e, non accreditato, Erich von Stroheim (1923)
- Il gobbo di Notre Dame (The Hunchback of Notre Dame), regia di Wallace Worsley (1923)
- The Acquittal, regia di Clarence Brown (1923)
- The Thrill Chaser, regia di Edward Sedgwick (1923)
- The Satin Girl, regia di Arthur Rosson (1923)
- L'ombra dell'Oriente (The Shadow of the East), regia di George Archainbaud (1924)
- Daring Youth, regia di William Beaudine (1924)
- Un uomo d'affari (True as Steel), regia di Rupert Hughes (1924)
- Cytherea, regia di George Fitzmaurice (1924)
- Scadenza tragica (Between Friends), regia di J. Stuart Blackton (1924)
- Butterfly, regia di Clarence Brown (1924)
- So This Is Marriage?, regia di Hobart Henley (1924)
- Il prezzo del potere (The Price of Pleasure), regia di Edward Sloman (1925)
- Fifth Avenue Models, regia di Svend Gade (1925)
- Il fantasma dell'Opera (The Phantom of the Opera), regia di Rupert Julian (1925)
- Lorraine of the Lions, regia di Edward Sedgwick (1925)
- Under Western Skies, regia di Edward Sedgwick (1926)
- The Barrier, regia di George W. Hill (1926)
- Mam'zelle Modiste (Mademoiselle Modiste), regia di Robert Z. Leonard (1926)
- The Love Thief, regia di John McDermott (1926)
- The Claw, regia di Sidney Olcott (1927)
- Annie Laurie la fanciulla scozzese (Annie Laurie), regia di John S. Robertson (1927)
- Lo sconosciuto (The Unknown), regia di Tod Browning (1927)
- Body and Soul, regia di Reginald Barker (1927)
- The Irresistible Lover, regia di William Beaudine (1927)
- Love Me and the World Is Mine o The Affairs of Hannerl, regia di Ewald André Dupont (1927)
- Legione straniera (The Foreign Legion), regia di Edward Sloman (1928)
- La dama di Mosca (The Woman from Moscow), regia di Ludwig Berger (1928)
- Man, Woman and Wife, regia di Edward Laemmle (1929)
- Trial Marriage, regia di Erle C. Kenton (1929)
- The Woman I Love, regia di George Melford (1929)
- The Bondman, regia di Herbert Wilcox (1929)
- The Prince of Hearts, regia di Cliff Wheeler (1929)
- Ex-Flame, regia di Victor Halperin (1930)
- Bachelor Apartment, regia di Lowell Sherman (1931)
- Air Eagles, regia di Phil Whitman (1931)
- Phantom of Santa Fe aka The Hawk , regia di Jacques Jaccard (1931)
- Tanks a Million, regia di Fred Guiol (1941)

### Film o documentari dove appare Norman Kerry
- The City of Stars, regia di H. Bruce Humberstone - sé stesso (1924)
- Hello, 'Frisco, regia di Slim Summerville - sé stesso (1924)
- The Voice of Hollywood No. 6, cortometraggio - sé stesso (1924)
- The Cohens and Kellys in Hollywood, regia di John Francis Dillon - filmato d'archivio (1932)
- The Legend of Rudolph Valentino, regia di Graeme Ferguson - filmato d'archivio (1961)